# Eva Maria Enders
Eva Maria Enders (* 1963 in Koblenz) ist eine deutsche Malerin und Grafikerin.

## Leben und Wirken
Enders studierte von 1985 bis 1992 an der Fachhochschule Niederrhein in Mönchengladbach und schloss das Studium als diplomierte Textil- und Bekleidungsingenieurin sowie Textilgestalterin ab. Ihre Diplomarbeit schrieb sie über den Maler Karl Otto Götz und den Tachismus. Im Jahr 1994 nahm sie an einem Künstleraustausch in China teil. Sie betreibt eine Werkstatt in Koblenz, in der auch Ausstellungen und Veranstaltungen stattfinden, wie 2009 eine Ausstellung chinesischer Kunststudenten im Rahmen der Thüringer Chinatage.
Seit 1991 stellt sie in Galerien vor allem in Rheinland-Pfalz, Thüringen und China aus. Das Mittelrhein-Museum in Koblenz zeigte ihre Werke ab 1998 in Gruppenausstellungen. 2003 erhielt sie dort eine Einzelausstellung mit dem Titel Farbräume, zu der ein Katalog mit Texten Anna-Maria Ehrmann-Schindlbeck und Mario Kramp herausgegeben wurde. „Eine wichtige Initialzündung für ihren Weg ist die Begegnung mit K.O. Götz. Eva Maria Enders Position ist erfrischend zeitlos und unberührt von rasch vorüberziehenden Modeerscheinungen der Kunst oder gar der Schnelllebigkeit allein vom Medium geleiteter Neuheit. Sie stellt sich bewusst in die große und Jahrhunderte alte Tradition der Malerei, und stellt deren Lebendigkeit unter Beweis.“ (Anna-Maria Ehrmann-Schindlbeck)
In den Jahren 2002 entwickelt und konzipiert Enders mit ihrem Künstlerkollegen Aloys Rump und Isa Steinhäuser zum 10-jährigen Bestehen der ark Arbeitsgruppe Rheinland-Pfälzischer Künstler e.V. die Ausstellungsreihe NEXUS – Dialog mit alten Meistern im Mittelrhein Museum, Koblenz.
Es folgen 2014/2015 NEXUS II – Zeitgenossen im Dialog mit der Sammlung des Mittelrhein-Museums und im Jahre 2017 NEXUS III – Zeitgenössische Künstler im Dialog mit Geschichte und Anlage der Festung Ehrenbreitstein.
Von 2009 bis 2013 unternahm sie Studienreisen nach Indonesien und Marokko, wo sie auch Ausstellungen hatte. Als Merchandising für die Bundesgartenschau 2011 in Koblenz entwarf sie eine Art Edition einer Glas- und Geschirrserie.
Im Jahr 2014 wurde ihr Gemälde Nexus I, eine Adaption des Gemäldes Krönung der Maria des Koblenzer Kirchenmalers Joseph Anton Nikolaus Settegast in die Sammlung Moderner Religiöser Kunst in die Vatikanischen Museen als eins der wenigen modernen Gemälde aufgenommen. Das Werk wurde von Enders nach einer General-Audienz am 12. November 2014 Papst Franziskus in Rom übergeben.
2020 erhielt Eva Maria Enders den Kulturpreis der Stadt Koblenz.

### Lehraufträge
Im Jahr 1996 übernahm sie einen Lehrauftrag an der „Academy of Fine Arts Tianjin“ V.R. China, erteilt durch das Kunstamt des chinesischen Ministeriums für Kultur. 1997 nahm sie am Deutsch-Chinesischen Pleinair in Mecklenburg-Vorpommern teil. Im Jahr 1999 erhielt sie einen Lehrauftrag an der „Hebei University“ in Shijiazhuang. Ein Jahr später führte sie das Seminar "Erfolgsfaktor Kultur & Technik" an der Peking-Universität durch, das vom Kulturministerium der VR China, der Kunstwissenschaftlichen Fakultät der Peking-Universität und der Deutsch-Chinesischen Wissenschaftsstiftung KKT veranstaltet wurde. Im Jahr 2002 erhielt sie einen Lehrauftrag an der Ernst-Abbe-Hochschule Jena für „Photographische Entwurfsgestaltung/Informantik“. 2004 führte sie das Shanghai-Forum in Zusammenarbeit mit dem Doland Museum of Modern Art und der Shanghai Biennale sowie des Chinesisch–Deutschen Hochschulkollegs der Tongji-Universität durch.

### Mitgliedschaften
1992 gründete sie mit 16 Künstlerkollegen die Arbeitsgruppe Rheinland-Pfälzischer Künstler e.V. und ist bis dato im Vorstand.  1999 wurde sie als Mitglied des Vorstandes des Fördervereins der Deutsch-Chinesischen Wissenschaftsstiftung der Peking-Universität für Kulturgeschichte, Kunst und Technik berufen. Von 2008 bis 2009 war sie Jurymitglied bei der Stipendienvergabe des Künstlerhauses Schloss Balmoral sowie der Landesstipendienvergabe Rheinland-Pfalz. 2009 wird sie in den Verband Bildender Künstler Thüringen und 2018 in die Vereinigung Bildender Künstler EVBK aufgenommen.

## Ausstellungen (Auswahl)
- 1991/2 Schloss Rheydt, Mönchengladbach
- 1993 Galerie U. Steinacker, Koblenz
- 1993 Nutzviehhalle, Koblenz
- 1993/5 Künstlerhaus Heimbach, Kunsttage Düren
- 1994 Kurfürstliches Schloss, Koblenz
- 1995 Künstlerhaus Heimbach, Düren
- 1996 Tianjin Art Academy, China[14]
- 1995 Vertretung des Landes Rheinland-Pfalz beim Bund, Bonn
- 1996/8 Mittelrhein-Museum, Koblenz
- 1997 Petri Galerie, Rostock
- 1998 Mittelrhein-Museum, Koblenz
- 1998 Foyer I, Friedrich-Schiller-Universität Jena
- 1999 Art Museum CNU, Peking,[15]
- 2000/2 Mittelrhein-Museum, Koblenz
- 2001 Deutsche Botschaft, Peking[16]
- 2000 Deutscher Pavillon, EXPO Hannover (Installation, Gemeinschaftsausstellung)[17]
- 2000 Kulturbahnhof, Kassel[18]
- 2000 Staatskanzlei Rheinland-Pfalz, Mainz
- 2001 Artnight, Schlachthof Koblenz[19]
- 2002 Mittelrhein-Museum, Koblenz
- 2002 PenPal Gallery, Guandong Museum (Landesmuseum Kanton), Guangzhou, V.R. China[20]
- 2002/7 Galerie U. Steinacker, Koblenz
- 2002 Wasserschloss Klaffenbach, Chemnitz[21]
- 2003 Eva Maria Enders – Farbräume, Mittelrhein Museum, Koblenz (Einzelausstellung)[22]
- 2006 Galerie Incontro, Eitorf (Beteiligung)[23]
- 2008 798 factory Beijing, China[24]

- 2009 Konstruktion/Dekonstruktion des Missverstaendnis / DIALOG III, Koblenz und Jena[25]
- 2009 Koong Gallery, Jakarta, Indonesia[26]
- 2012 Museé de la Kasbah de Tanger, Marokko (Einzelausstellung)[27]
- 2012 Ausstellung in der Galerie Waldspeicher im Kulturhof Krönbacken, Erfurt (Gemeinschaftsausstellung)[28]
- 2007/8/10/13 Künstlerhaus Metternich, Koblenz[29][30]
- 2014/2015 NEXUS II – 28 Künstler im Dialog mit Werken aus der Sammlung des Mittelrhein-Museums Koblenz. (Beteiligung)[31][32]
- 2015 Le Petit Musee d´Art, Shanghai (Einzelausstellung)[33]
- 2015 Lebensreise, ark e.V. Ausstellung, Künstlerhaus Metternich, Koblenz[34]
- 2016 Galerie Tuchfabrik, Trier[35]
- 2016/17 Jahresausstellungen EVBK e.V., St. Salvator Basilika, Prüm[36][37]
- 2016 De Heart Center Champs Elysees, Paris, Frankreich[38]
- 2016 arrondi, RLP Vertretung des Landes bei der Europäischen Union, Brüssel, Belgien[39]
- 2017 MoGanShan, Shanghai[40]
- 2017 Abtei Rommersdorf, Neuwied[41]
- 2017 NEXUS III – zeitgenössische Künstler im Dialog mit Geschichte und Anlage der Festung Ehrenbreitstein, Koblenz[42]
- 2018 SPACES IV, Städtisches Museum Waidspeicher, Erfurt[43]
- 2018 Industrie und Glaube, Städtische Galerie Neuwied[44]
- 2019 COURAGE! Gleiche Rechte, gleiche Pflichten! 100 Jahre Frauenwahlrecht in Deutschland, Mittelrhein-Museum Koblenz[45]
- 2019 #DigitalCourage – 100 Jahre Frauenwahlrecht in Zeiten der Digitalisierung, Vertretung des Landes Rheinland-Pfalz, Berlin[46]
- 2019 ANLASS BAUHAUS 100, KunstForum Gotha[47]
- 2020 NEXUS Nordlichter – Im Dialog mit nordischen Kulturwelten, Haus Metternich, Koblenz[48]
- 2021/22 NEXUS IV – Im Dialog mit der kurfürstlichen Burg, Museum Boppard[49]
- 2023 NEXUS Westwärts – Im Dialog mit westlichen Kulturwelten[50]
- 2023 EXOPLANETEN UND ANDERE KUNSTWELTEN – EINE RETROSPEKTIVE Mittelrhein-Museum Koblenz[51]

## Filmografie, Radioporträts (Auswahl)
- 1999 Hebei Television China, Film über Ausstellung im Art Museum CNU in Beijing
- 2014 SWR Fernsehen in Rheinland-Pfalz – Künstlerin Eva Maria Enders – Ein Bild für den Papst[7]
- 2014 Rockland Radio – Große Ehre für Künstlerin Eva Maria Enders[52]
- 2017 SWR2 Dialog zwischen "Alt und Neu"[53]
- TV Mittelrhein Künstlerportraits 2011, 2016/17[54]

## Ausstellungskatalog
- Eva Maria Enders – Farbräume, Katalog zu den Ausstellungen: Jenaer Kunstverein e.V., Jena, Juni 2003; Mittelrhein-Museum, Koblenz, August 2003. Mit Texten von Anna-Maria Ehrmann-Schindlbeck und Mario Kramp, Verlag Fölbach, Koblenz 2003, ISBN 3-934795-40-4
- Exoplaneten und andere Kunstwelten – Eine Retrospektive, Mittelrhein-Museum Koblenz,  ISBN 978-3-928377-08-9